# Lermooser Tunnel
Der Lermooser Tunnel ist ein 3168 m langer Straßentunnel in den Alpen in Tirol, Österreich. 

## Geographie
Der Tunnel befindet sich nordöstlich des Fernpasses am Ostrand der Lechtaler Alpen und durchschneidet die Ostflanke des Grubigsteins. Sein Nordportal liegt unmittelbar westlich von Lermoos, das Südportal westlich von Biberwier und etwa 1 km östlich der Loisachquelle.

## Verkehrslage
Der 1984 eröffnete Lermooser Tunnel wurde errichtet, um die Orte Biberwier, Lermoos und Ehrwald vom Durchgangsverkehr der Fernpassstraße (B 179) zwischen Reutte und Nassereith und der Ehrwalder Straße (B 187) Richtung Garmisch-Partenkirchen zu entlasten. Er stellt eines der Bindeglieder zwischen der deutschen A 7 im Nordwesten und der österreichischen A 12 im Süden dar.
Vom Fernpass kommend, zweigt die ehemalige Bundesstraße kurz vor dem südlichen Tunnelportal und direkt nach dem Weißensee Richtung Biberwier ab; an dessen Ortsende befindet sich die Abzweigung von der Richtung Ehrwald führenden Straße nach Lermoos. Die heutige Hauptroute nach Lermoos, Ehrwald und Garmisch-Partenkirchen führt durch den Tunnel und vom Nordportal abgehend entlang der am Nordrand des Ehrwalder Beckens verlaufenden B 187. Auf diese Weise werden die engen Ortsdurchfahrten vermieden.